# 그레고리력

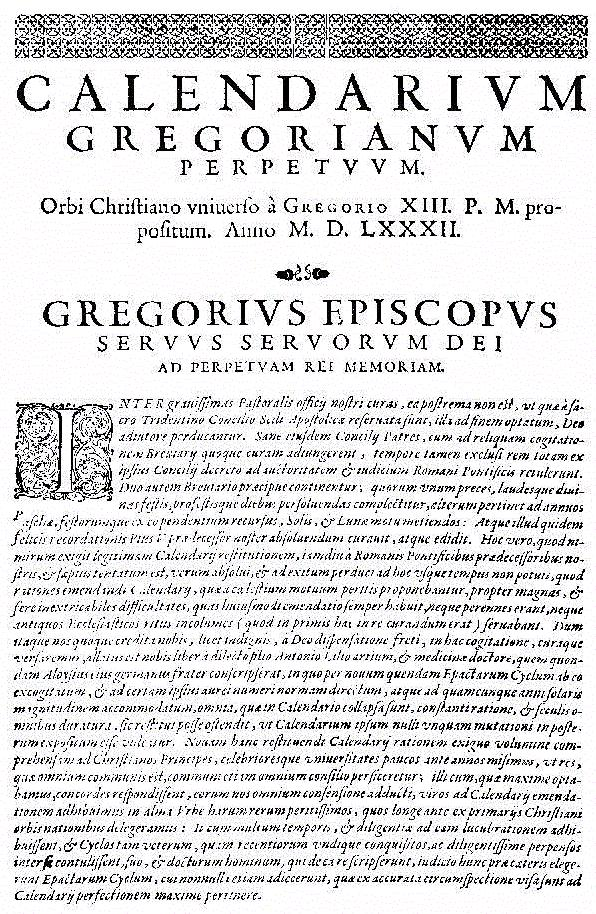
달력 개정을 위한 교황의 칙서.

그레고리력(영어: Gregorian Calendar)은 현재 전 세계적으로 통용하는 태양력(太陽曆)으로, 1582년에 교황 그레고리오 13세가 이전 율리우스력을 개정하여 시행한 역법을 말한다. 율리우스력 계산법은 천체운행과 불일치함으로 간극이 발생했기에 이를 보정하고자 새로운 역법을 만들었다. 그레고리력은 달 운동과 관계없이 태양 운행만 기준으로 한 태양력의 한 종류로, 이 역법 사용이 전 세계적으로 일반화한 시기는 20세기다.
여전히 20세기 이전에 사용하던 역법들은 그레고리력을 기준으로 하는 나라에서 문화적 영향을 끼친다. 대한민국 주요 절기는 기존의 태음력을 따르며, 동방기독교 전통을 지닌 국가들은 율리우스력을 기준으로 기독교 절기를 따른다. 이슬람 국가 역시 이슬람 음력을 따라 이슬람 절기를 지킨다. 현재 그레고리력만 기준으로 하는 국가들도 있지만, 여전히 기존 역법과 그레고리력을 병행하는 국가들이 상존한다.
국교가 천주교인 스페인과 프랑스, 이탈리아 등은 1582년에 그레고리력을 채택하였고, 대부분 개신교와 정교회 국가는 정치·종교적 이유로 기존 율리우스력 사용을 고수했다. 영국은 1752년, 일본은 1873년, 러시아는 1918년에 그레고리력을 채택하였다. 대한민국은 조선 말기였던 1896년 1월 1일부터 그레고리력을 채택하였고, 서력기원(西曆紀元, AD)을 공식 연호로 사용하기 시작한 날은 1962년 1월 1일이다. 현재 대한민국에서 사용하는 태양력(양력)은 그레고리력이다.
율리우스 카이사르가 기원전 46년에 제정한 율리우스력은 1년 평균 길이를 365.25일로 보고 4년마다 하루를 추가하는 윤년을 두었다. 이는 천문학에서 1 회귀년 365.2421일보다 0.0078일(11분 14초)이 길어서 128년마다 1일 편차가 발생한다. 결국 이 편차가 1,250여 년 동안 누적되어 1582년에 이르자 부활절을 정하는 기준이 되는 춘분이 달력상 춘분인 3월 21일보다 10일 빨라지는 오차가 발생하게 되었다. 이 편차를 수정하기 위해서 그레고리력에서는 1582년 10월 중에 10일을 제거하고, 이후부터 400년에서 3일(세 번 윤년)을 없애는 방법을 도입하였다.

## 역법 개정

### 개정 필요성
그레고리력 채택 동기는 부활절을 언제 지켜야 할 지에 관한 초대교회 의견 차이에서 시작되었다. 기원후 4세기 초에 소아시아(현재 튀르키예) 도시 에페소스의 주교인 폴리크라테스는 부활절 날짜를 로마에서 공식적으로 정한 날짜와 다르게 정함으로써 의견 충돌을 빚었다. 폴리크라테스 주교 역시 부활절 날짜를 임의로 정한 게 아니라 예수의 부활에 관한 요한 복음서 기록을 바탕으로 한 것이었다. 요한 복음서에 따르면, 예수가 부활한 날은 니산 14일(춘분 즈음 시작하는 달의 보름: 유대인 광복절인 과월절 또는 유월절) 이후 첫 안식일 다음 날이었는데, 부활절을 히브리력(태음력) 유월절에 따라 정해야 한다는 기독교 공동체와 이에 반대하는 기독교 공동체 사이 대립이 생겼다.
325년 로마 황제 콘스탄티누스 1세가 소집한 제1차 니케아 공의회에서는 부활절을 모든 기독교인 교회력 시기로 통일하기 위해 춘분 이후 첫 보름 다음 일요일로 정하였다. 그러나 율리우스력은 여러 장점에도 천문학적 햇수와 날 계산에서 작은 편차가 있었다. 즉, 율리우스력 한 해 길이는 정확히 365일 6시간이며, 이는 천문학적으로 계산한 1년 길이보다 약 11분 14초가 길다. 이 편차가 AD 325년 제1차 니케아 공의회에서 1,250여 년 동안 누적된 1582년에 이르자, 실제 춘분은 그해 달력상 춘분인 3월 21일보다 10일 빨라진 3월 11일이라는 큰 오차가 생겼다. 결국 춘분을 기준으로 하여 정하는 부활절이 점점 더 만월 시기에서 멀어지게 되었다.

### 개정 내용
서방교회의 종교개혁 시기에 개최한 트리엔트 공의회(1545~1563)에서 교황에게 역법 개정에 대한 권한을 부여하였다. 교황 그레고리오 13세는 천문학자 크리스토퍼 클라비우스의 도움을 받아 새로운 역법을 제정한후, 1582년 2월 24일에 칙령을 통해 이를 발표하여 역법 개정을 단행하였다. 개정한 달력은 그의 이름을 따서 그레고리력으로 부르게 되었다. 개정 내용은 다음과 같다.
1. 1582년 10월 5일(금)을 10월 15일(금)로 한다.(위에서 설명한 열흘의 편차를 제거함)[10]
2. 종전과 같이 4의 배수인 해를 윤년으로 한다. 그러나 400년마다 3회만은 윤년을 두지 않아 오차를 보정한다. 그러기 위해서는 100으로 나눌 수 있지만 400으로 나뉘어 떨어지지 않는 해는 윤년을 두지 않는다.(400년에 97회의 윤년을 둠)[10]

그레고리력은 1년을 365.2425일로 보아 율리우스력의 400년에서 3일을 빼야 했고, 이를 위해 400년에서 3번의 윤년을 평년으로 변경하는 방법을 썼다. 즉, 율리우스력에서 4년마다 발생하는 윤년 중에서 100으로 나누어 떨어지는 해는 평년으로 수정을 하되(400년의 일수가 4일 감소), 다만 그 중 400으로 나누어 떨어지는 해는 여전히 윤년으로 두었다. 예를 들어, 1700년, 1800년, 1900년, 2100년, 2200년, 2300년은 평년으로 변경이 되어 윤년에 해당되지 않지만, 1600년, 2000년, 2400년은 여전히 윤년으로 된다.
이로써 400년의 일수가 율리우스력에 비하여 3일 감소하여 1년의 평균 일수가 종전의 365.25일로부터 365.2425일로 단축 되고, 이는 평균 태양년 365.2422일에 더욱 근접하는 값으로 천문학의 회귀년보다 0.0003일(26초)이 길고 약 3,300년마다 1일의 편차가 난다.

### 지동설 체계 적용
새로운 달력을 만들면서 교황청은 에라스무스 라인홀트가 코페르니쿠스의 지동설 체계를 참고로하여 1551년에 출판한 책의 《프로이센 표》를 기초로 하였다. 즉 그레고리력은 천동설이 아니라 1543년에 코페르니쿠스가 《천구의 회전에 관하여》을 출판하며 공개적으로 주장한 지동설 체계를 적용한 것이다. 물론 당시 교회가 천동설을 버리고 지동설을 공인한 것은 아니었고 다만 좀 더 과학적이라는 사실을 인정하고 지동설 체계를 바탕으로 하였을 뿐이다. 교회가 지동설을 받아들인 것은 지동설이 발표된 지 440년이 지난 후에 일이다.

## 그레고리력의 채택
21세기 현재는 대부분의 국가에서 그레고리력을 사용하고 있다. 하지만, 그레고리력 사용이 일반화 된 것은 20세기가 되어서다. 그레고리력 제정 후 1년 만에 대부분의 천주교 국가들은 새로운 역법을 시행했다. 그러나 개신교 국가들은 종교와 정치적 이유로 18세기가 되어서야 채택하였고, 정교회 국가들은 율리우스력을 고수하다가 20세기에 들어서자 그레고리력을 사용하기 시작했다. 국교가 잉글랜드 성공회인 영국은 1752년 9월 2일 다음날을 9월 14일로, 정교회 지역인 러시아는 러시아 혁명 직후 1918년 1월 31일 다음날을 2월 14일로 하여 그레고리력을 채택하였다. 미국은 1776년 독립을 선언하며 영국의 그리고리력 사용을 그대로 수용하였다.
이렇게 나라마다 역법이 달랐기 때문에 역사가들은 어떤 사건이 정확히 언제 일어났는지 규명해야 할 필요가 있다. 한 예로서 안톤 체호프가 독일의 바덴바일러에서 사망했을 때 그곳 경찰이 기록한 사망 날짜는 그레고리력에 따른 1904년 7월 15일이지만, 당시 러시아에서 쓰이던 율리우스력으로는 7월 2일이며 체호프 연구학회에서는 지금도 체호프의 사망일을 7월 2일이라고 한다.
| 년도 | 국가와 지역                                                               |
| ---- | ------------------------------------------------------------------------- |
| 1582 | 스페인, 포르투갈, 프랑스, 이탈리아, 룩셈부르크, 저지대 국가의 가톨릭 지역 |
| 1584 | 보헤미아, 스위스의 가톨릭 지역                                            |
| 1610 | 프로이센                                                                  |
| 1648 | 알자스                                                                    |
| 1682 | 스트라스부르                                                              |
| 1700 | 노르웨이, 덴마크, 저지대국가의 개신교 지역, 스위스의 개신교 지역          |
| 1752 | 아일랜드, 영국                                                            |
| 1753 | 스웨덴, 핀란드                                                            |
| 1873 | 일본                                                                      |
| 1875 | 이집트                                                                    |
| 1896 | 대한민국                                                                  |
| 1912 | 중국, 알바니아                                                            |
| 1915 | 리투아니아                                                                |
| 1916 | 불가리아                                                                  |
| 1917 | 오스만 제국                                                               |
| 1918 | 러시아, 에스토니아                                                        |
| 1919 | 루마니아, 유고슬라비아                                                    |
| 1923 | 그리스                                                                    |
| 1926 | 터키                                                                      |
| 2016 | 사우디아라비아                                                            |

## 한국의 양력 사용

### 음력 사용
조선 초에는 고려 공민왕 때 명나라에서 가져온 대통력(大統曆)을 사용하다가, 세종 때에는 회회력을 바탕으로 개정된 태음태양력을 사용하였다. 병자호란(1636)으로 청나라에서 볼모생활을 하던 소현세자가 귀국할 때 여러 가지 서양 문물을 가져오면서 조선에도 역법 개정의 기운이 무르익었다. 1645년(인조 23년) 관상감 제조(提調)로 있던 김육이 상소하여 시헌력의 채용을 주장하였다. 인조의 승인하에 청나라의 예수회 신부 아담 샬이 서양역법을 적용하여 만든 시헌역법을 10여 년 동안 연구하였고, 1653년(효종 4년)에 시헌력을 시행하게 되었다.
한국에서 7요일제를 쓰기 시작한 것은 1895년 4월부터였다. 이전에는 매월 1일, 7일, 15일, 23일, 절기가 드는 날(입춘, 경칩 등)은 정기휴일이었다. 국정 공휴일은 설날 7일, 대보름과 단오 그리고 연등회에 각각 3일, 추석에는 하루였다. 또한 정월에 자일(子日)과 오일(午日)에 쉬었으며 일식과 월식이 있으면 그날은 부정을 탄다 하여 공무를 보지 않았다.

### 양력 사용
19세기 말이 되자 당시의 국제정세의 흐름상 태양력을 쓰지 않을 수 없게 되었다. 그래서 1895년 김홍집 내각에 의해서 갑오개혁 차원에서 그레고리력 채택을 추진하여 1895년 9월 9일자 《관보》에 태양력을 사용하라는 조칙을 실었다. 또한 고종은 김홍집의 의견을 받아들여 음력 1895년 11월 15일에 공식적으로 개력을 반포하였다. 이로써 음력 1895년 11월 17일을 양력 1896년 1월 1일로 정하여 양력을 사용하게 되었다.
태양력을 사용하게 되면서 그에 따른 업무를 관할한 곳은 관상감의 후신인 관상소였다. 관상소에서 새로운 책력을 배포하였으나 갑작스런 양력의 사용은 백성들뿐만 아니라 행사가 많았던 궁궐에서 조차 매우 혼란스러웠다. 음력을 참고하여 농사를 짓던 농촌의 촌로들은 크게 반발하며 책력을 내던지기도 했다.
태양력 채택을 기념하며 연호를 건양(建陽)으로 변경하였을뿐 서력기원(西曆紀元, AD), 즉 예수가 태어난 해를 원년으로 하는 기년법은 사용하지 않았다. 광무(光武), 단기(檀紀) 등의 연호를 사용하다가 광복직후 미군정시절 3년간 서력기원(AD)을 사용했으나 1948년에 폐지되었다. 서력기원(AD)을 다시 도입한 시기는 1962년 1월 1일부터이며 현재까지 계속 사용하고 있다.
현재 대한민국에서는 공용(公用)으로 양력을 사용하고 있으나 민간에서는 여전히 음력을 병행하여 사용하고 있다. 개인 생일이나 과거에 한때 3대명절로 분류되었던 단오절 행사 등이 이에 해당한다. 물론 정부에서도 설날, 추석, 석가탄신일 등 전통 명절에 따른 법정공휴일은 음력을 살펴 지정하고 있으나 그 밖에 삼일절, 광복절, 한글날 등 국경일과 기념일 등은 양력을 사용하고 있다.

## 참고 문헌
- 《시간의 지도: 달력》, E.G. 리처즈, 이민아 옮김, 까치, 2003.

## 같이 보기
- 역법
- 율리우스력
- 태양력
- 태음력
- 부활절
- 춘분
- 회귀년
- 윤년